# Puerto Rico Sol Fútbol Club
El Puerto Rico Sol FC es un club de fútbol fundado en la ciudad de Mayagüez, Puerto Rico. Desde 2019 participa en la Liga Puerto Rico, la máxima categoría de fútbol de ese país.

## Historia
El club fue fundado en el año 2017 por Shek Borkowski, y José Luis Pérez Torres se unió en 2018. Borkowski, natural de Polonia, también había confundado previamente el FC Indiana y Chicago Red Stars de los Estados Unidos.[cita requerida]
En el 2019 se inscribieron para participar en la Liga Puerto Rico en la temporada 2019-20, que quedó abandonada por la pandemia de COVID-19 en Puerto Rico.
En la temporada 2021 logró alcanzar las semifinales de la Liga Puerto Rico, pero fue eliminado por el Bayamón FC en la tanda de penaltis de 4-1 después de empatar en el tiempo regular con un marcador de 3-3.
En la temporada 2022 lograron llegar a la gran final de la Liga Puerto Rico, pero perdieron 5-0 frente al Metropolitan FA y se quedaron con el subcampeonato.

### Sección femenil
El club cuenta con una sección femenina, que tiene uno de los récords más impresionantes del fútbol femenino puertorriqueño: el equipo ganó el campeonato de Puerto Rico en 2018-2019 (bajo el nombre Challengers SC), en 2021 y en 2022.
En 2023, el club fue invitado al torneo de la UNCAF.
El Puerto Rico Sol, formado principalmente por jugadoras puertorriqueñas y algunas estadounidenses, recibió a la japonesa Kyoka Koshijima en 2019 y a la internacional de Fiyi Trina Davis en 2022.